# 梅萨罗什·哲尔吉
梅萨罗什·哲尔吉（匈牙利語：Mészáros György，1933年4月30日—2015年9月14日），匈牙利男子皮划艇运动员。他曾代表匈牙利参加1960年和1964年夏季奥林匹克运动会皮划艇比赛，共获得二枚银牌。